# Diskretiserad kvantgravitation
Diskret kvantgravitation är teori om hur man ska lyckas att föra ihop den allmänna relativitetsteorin med kvantmekaniken och med det få kvantgravitation. Det finns många teorier med olika förslag om hur man ska uppnå kvantgravitation. Några av dem innehåller diskretion.
Det finns olika sätt att använda sig av diskretion. Om man anser att tidsrymdens minsta skalor är diskreta då är diskretion ett måste för den grundläggande teorin. 
Diskretion kan även användas som ett praktiskt verktyg genom att ordna ett approximationsschema som används i den klassiska numeriska relativiteten eller som regularisationsshema i kvantgravitationen.
Diskretionen har gett nya insikter i till exempel tunneleffekten i singulariteter. Man har i studier använt sig av en ny diskretionsteknik för att behandla allmän kvantrelativitet i ett geometriskt nätverk. Tekniken skapar en diskret teori på nätverket som representerar en approximation till den allmänna relativiteten och genom det kan man lösa alla av problemets ekvationer.   